# PHF5A
PHF5A (англ. PHD finger protein 5A) – білок, який кодується однойменним геном, розташованим у людей на довгому плечі 22-ї хромосоми. Довжина поліпептидного ланцюга білка становить 110 амінокислот, а молекулярна маса — 12 405.
| 10         |  | 20         |  | 30         |  | 40         |  | 50         |
| ---------- |  | ---------- |  | ---------- |  | ---------- |  | ---------- |
| MAKHHPDLIF |  | CRKQAGVAIG |  | RLCEKCDGKC |  | VICDSYVRPC |  | TLVRICDECN |
| YGSYQGRCVI |  | CGGPGVSDAY |  | YCKECTIQEK |  | DRDGCPKIVN |  | LGSSKTDLFY |
| ERKKYGFKKR |  |            |  |            |  |            |  |            |

A: Аланін

C: Цистеїн

D: Аспарагінова кислота

E: Глутамінова кислота

F: Фенілаланін

G: Гліцин

H: Гістидин

I: Ізолейцин

K: Лізин

L: Лейцин

M: Метіонін

N: Аспарагін

P: Пролін

Q: Глутамін

R: Аргінін

S: Серин

T: Треонін

V: Валін

Кодований ге́ном білок за функціями належить до активаторів, фосфопротеїнів. Задіяний у таких біологічних процесах, як процесинг мРНК, сплайсинг мРНК, транскрипція, регуляція транскрипції, ацетилювання. Білок має сайт для зв'язування з ДНК. Локалізований у ядрі.